# دانیل آرائوس
دانیل آرائوس (اسپانیایی: Daniel Aráoz‎؛ زادهٔ ۶ سپتامبر ۱۹۶۲) بازیگر اهل آرژانتین است.
از فیلم‌هایی که وی در آن‌ها نقش داشته‌است، می‌توان به بازندگان قهرمان اشاره نمود.